# Santiago wittmanni
Santiago wittmanni là một loài Hymenoptera trong họ Apidae. Loài này được Urban mô tả khoa học năm 2003.